# Moïse Touré
 (mai 2020).
 (mai 2020).
Il peut être nécessaire de l'améliorer pour respecter le principe de neutralité de point de vue. 

Moïse Touré, né le 10 février 1962 à Divo, est un metteur en scène, concepteur de projet et directeur artistique de la compagnie Les Inachevés- Académie des pratiques artistiques partagées (intergénérationnelles) - basée à Grenoble.

## Biographie

### Débuts
Moïse Touré arrive à Grenoble vers l'âge de 12 ans, il explique dans le magazine Vivre à Grenoble en 2018 "J'ai eu de la chance que mes parents adoptifs, ma mère scénographe et mon père fabricant de caméra pour le cinéma, m'initient à l'art". C'est aussi à Grenoble qu'il rencontre Jacques Prunair (1942/ 2019) alors directeur de la Librairie de l'Université ; il devient co-directeur artistique de la compagnie et intervient comme auteur, dramaturge, co-concepteurs de projets, dans presque tous les projets menés au fil des ans.  
Entre 1983 et 1988, dans le quartier de La villeneuve, il crée la compagnie Les Inachevés, association ayant pour but de créer, promouvoir, favoriser et produire toute expression artistique. Après avoir fait la rencontre de Georges Lavaudant, il est accompagné par Ariel Garcia-Valdès alors co-directeur du Centre dramatique national des Alpes avec Chantal Morel. 
À partir des années 1990, il intègre l'Académie Expérimentale des théâtres, association orientée vers la transmission et l’expérimentation dans le théâtre contemporain, créée par Michelle Kokosowski. Cette expérience lui permet de faire la connaissance des metteurs en scène de sa génération, comme Stanislas Nordey ou Hubert Colas. Moïse Touré explique dans Recherche création théâtre : savoir ou savoir faire : "c’était la première fois qu’on et se rencontrait, on confrontait nos travaux pour la première fois, on réfléchissait à notre métier : qu’est-ce que c’est que d’être metteur en scène, acteur, ce qui était compliqué en France, car ça nous amenait à réfléchir à la question de la transmission et du savoir-faire. ". C'est aussi dans le cadre de l'Académie expérimentale des théâtres qu'il rencontre certains de ses maitres Vassiliev à Moscou, Heiner Muller à Berlin alors que Moïse Touré travaille sur l’holocauste à partir de la femme juive de Brecht et encore Luca Ronconi.
En 1992, il est lauréat de la Villa Médicis - Hors les murs - au Honduras et à Haïti pour son projet "Métissage et Modernité". 

### Académie des savoirs et des pratiques artistiques partagées (intergénérationnelles)
En 2012, Moïse Touré crée l’Académie des savoirs et des pratiques artistiques partagées (intergénérationnelles) avec pour premier acte fondateur, la mise en œuvre du projet Trilogie pour un dialogue des continents : Europe (France) / Afrique (Burkina Faso) / Asie (Vietnam) – Duras, notre contemporain(e) à travers les écrits de l’auteure. Moïse Touré explique la création de l'Académie dans Vivre à Grenoble : "Nous avons voyagé sur les cinq continents. J'ai voulu capitaliser notre expérience, mais aussi revenir aux moments de grâce de nos débuts à la Villeneuve, où les espaces de créativité étaient ouverts à tous". 
Parmi ses expériences et créations : La Minute de silence (2003-2007) de Claude-Henri Buffard autour de la question de la mémoire ; Paysage après la pluie (2005) au Théâtre de l’Odéon ; de 2009 à 2011, cinq pièces de Bernard-Marie Koltès, à Annecy, Grenoble, Paris, au Mali, au Burkina Faso, au Brésil, en Bolivie, au Japon ; de 2011 à 2014, une trilogie Duras sur trois continents ; en 2016, Utopies urbaines – citoyen acteur, un dispositif artistique déployé sur deux ans autour de Grenoble.

## Mises en scènes et projets

### Mises en scène
- 2010 — Quai Ouest - Bernard Marie Koltès - au Nouveau Théâtre National de Tokyo (Japon) - Théâtre[7].
- 2011 — Dans la solitude des champs de coton - Bernard Marie Koltès - Théâtre.
- 2011 — La nuit juste avant les forêts  - Bernard Marie Koltès - Théâtre.
- 2012-2013 — Un barrage contre le pacifique - Marguerite Duras - avec la participation d’un chœur d’enfants - Théâtre.
- 2013-2014 — Awaiting Dawn  Création à l’École Internationale Franco-américaine de San Francisco (avec enfants, adolescents, parents et professeurs)  - Théâtre / Performance / Théâtre-danse
- 2014 — La Musica - Marguerite Duras - Théâtre.
- 2014 — Senghor, notre contemporain - Théâtre / Danse - Sénégal
- 2014 — Avant la forêt - d’après Tabataba et La nuit juste avant les forêts Bernard Marie Koltès -Théâtre.
- 2015 —  La maladie de la mort et Aurélia Steiner - Marguerite Duras - Mise en scène : Moïse Touré - Chorégraphie : Serge Aimé Coulibaly -  Théâtre / Danse
- 2017 — Promesse Factory : Art, territoire, création - des femmes, leurs langues, leurs cultures. Création après 2 ans de découvertes avec 50 femmes de la région d’Annecy. Danse – Théâtre – Photo – Vidéo – Écriture (Commande).
- 2018 — 2147, et si l’Afrique disparaissait ? avec Jean-Claude Gallotta (Chorégraphe) et Rokia Traoré (Chanteuse) - Théâtre – Danse – Musique
- 2020 — La nuit sera calme - Avec Rokia Traoré – auteure, interprète, compositrice avec une mère et son enfant (amateur.e.s). Théâtre – Chant – Musique.
- 2020 — Traversée : Désirs d’Afrique(s), Silence du chœur, Je donne à mon espoir tout l’avenir qui tremble - Plongée dans la littérature africaine à travers des auteurs de différentes générations. Oratorio – Théâtre – Musique.

### Conception de projets
- 2014/2016 — Utopies Urbaines : avec les habitants de Villeneuve, Village-Olympique et Vercors – Grenoble. Théâtre – danse – musique – photo – vidéo[8]
- 2016 — Mémoire des Villes – Mémoire des Hommes : Laboratoire d’expérimentation artistique en lien avec l’unité de consultation transculturelle du Docteur Claire Mestre – CHU Saint André de Bordeaux. Danse – photo – vidéo
- 2016 — Je suis une femme, je suis l’humanité : 237 femmes de l’agglomération d’Annecy ont accepté de prêter leur image pour Je suis une femme, je suis l’humanité, accompagnées de textes de 33 auteurs. Photo – écriture (commande)
- 2016/2020 — Utopies Urbaines II : espace de recherche et d’expérimentation artistiques en lien avec les habitants. Résidences artistiques au studio de recherches artistiques partagées, Villeneuve –  Grenoble
- 2017-2018 — Héroïnes des 4 vents : figures de femmes - portrait sensible de la métropole grenobloise par ses habitantes. Photo | narration
- 2017-2018 — Génération 2147 -  territoire et jeunesse : résidence artistique au collège de Pont-En-Royans (Isère) / Dialogue avec la région de Saint-Louis (Sénégal) et les Haut-Bassin (Burkina Faso) - Photo - Interview – Écriture
- 2019-2020 — Dialogue des imaginaires : Laboratoire Élan – Création / transmission avec les artistes du laboratoire Elan – Burkina Faso – Théâtre  - Danse – Cinéma - Littérature
- 2020-2023 —  Hospitalité : fabrique d'humanité – Gestes d’humanité, gestes d’hospitalité. Photos – Vidéo – mouvement – écriture | Annecy – Grenoble – Voiron – autres villes en cours de définition.

### International
Le travail à l'international rythme depuis ses débuts le travail de Moïse Touré. Parmi quelques expériences, il peut être cité : le travail au Honduras et à Haïti dans le cadre du dispositif de la Villa Médicis hors les murs (1992), le travail avec l'École Internationale Franco-américaine de San Francisco entre 2011 et 2016 ou encore dernièrement le projet "Fabrique culturelle" à N'Djaména au Tchad soutenu par le dispositif "Accès Culture" de l'Institut français et de l'AFD - Agence Française de Développement. 
Le géographe Fabien Barthélémy écrit, dans sa thèse, soutenue en 2018, Spatialités et territorialités du "Voyage Ordinaire". La mobilité internationale des artistes rhônalpins, au sujet de Moïse Touré : "sa mobilité articule chaque année l'ancrage grenoblois et les déplacements aux quatre coins du monde". C'est d'ailleurs ce dernier qui lui souffle l'expression "Voyage ordinaire" comme une "pratique spatiale ordinaire du point de vue des activités artistiques – être artiste, reviendrait à être mobile" et d'autre part de "de gérer les distances physiques et symboliques par les voyages afin d’articuler les ressources d’un ici et celles d’ailleurs".  
Voici quelques exemples de projets menés ces dernières années :  
- Tchad: "Fabrique culturelle des initiatives locales d’éducation de sensibilisation et de pratiques artistiques" - 2020/2023 : Dispositif artistique qui vise à favoriser le lien social et le développement local en proposant des actions d’éducation alternative par l’action culturelle.
- Cameroun : "Koltès la quête de l’autre" – 2020/2022 Formation, création, mises-en résonance autour de l’œuvre de Koltès et celle de Simon Njami
- Sénégal : "Trace(s) – Carnet de Kédougou" – 2020/2021 : Photos par le rappeur et photographe malien King Massassy – écriture à la découverte du département de Kédougou jumelé au département de l’Isère. Parution d’un journal trace de cette expérience
- Burkina Faso / Sénégal : "Génération 2147" – 2017/2018 Territoire et jeunesse : résidence photo et vidéo dans les écoles de la région des Hauts- Bassins Bobo-Dioulasso de la région de Saint-Louis
- États-Unis : "Parcours portrait", "Awating Dawn"  - École Internationale Franco-Américaine | San Francisco Photo – Vidéo parcours sensible à destination des élèves, des parents et de l’équipe pédagogique et exposition

## Artiste associé

### Scène nationale de Guadeloupe
Entre 2000 et 2003, Moïse Touré est artiste associé à la Scène Nationale de Guadeloupe, avec laquelle il collabore sur un répertoire dramatique itinérant en langue créole et développe le projet « Territoire et Identité », pour la création et la diffusion du répertoire créole dans la Caraïbe (Guadeloupe, Martinique, Sainte-Lucie, La Dominique).
- Pawana de Jean-Marie Gustave Le Clézio, traduit en créole par Raphaël Confiant.
- Tabataba de Bernard-Marie Koltès, traduit en créole par Hector Poullet — création et diffusion en extérieur.
- Dans la solitude des champs de coton de Bernard-Marie Koltès- Création en Caraïbe en collaboration avec l’Artchipel, Scène nationale de Guadeloupe, et reprise dans le cadre d’une résidence au Théâtre Gérard Philipe — Centre dramatique national de Saint-Denis. 2001.
- Marie Partira de Claude-Henri Buffard - Création à l’école maternelle de Castel au Lamentin.
- Loin d’Hagondange de Jean-Paul Wenzel, traduit en créole par Gisèle Pineau — lectures en extérieur.
- Être ensemble avec Jomimi et Joby Bernabé - Création et diffusion à l’Artchipel.
- Veillée Louis Delgrès (1802-2002).
- Oratorio créole de Maryse Condé.

### Bonlieu Scène nationale - Annecy
Entre 2016 et 2018, Moïse Touré, développe le projet Promesse Factory. C'est un projet "Art et Population" avec 50 femmes de la région d'Annecy qui mêle théâtre, danse, musique et arts visuels. Sur 3 ans, ces 50 femmes de 22 nationalités, 25 artistes et 20 ateliers différents, pour aboutir à une création sur le plateau de Bonlieu Scène nationale. 
- Parcours artistique sensible : Ateliers de découvertes avec 50 femmes de la région d'Annecy : photos, vidéos, danse, théâtre, chant, costumes... 2015/2016.
- Je suis une femme, je suis l'humanité - projection (Photos - Ecritures) : 237 femmes de la région d'Annecy disent au monde "Je suis une femme, je suis l'humanité" et prêtent leurs visages au 237 jeunes filles enlevées par Boko Haram au Nigéria. Photographies dans différents lieux de la ville d'Annecy. Commande d'écriture à 32 auteur.e.s contemporain.ne.s - Présentation : octobre 2016.
- Promesse Factory - Création Art / Document - Des femmes, leurs langues, leurs cultures. Création après deux ans de découvertes artistiques avec 50 femmes de la région d'Annecy et des artistes professionnels. Calendrier : 2017 : création et représentation - 2018 : reprise dans le cadre des "Journées de la fraternité" organisées par la Préfecture de Haute-Savoie[12].

À partir de 2019, une nouvelle collaboration s'ouvre entre Moïse Touré et Bonlieu Scène nationale autour de la thématique de l'hospitalité. Ce projet global intitulé "Théâtre : terre d'accueil" s'articule en différents volets : travail de recueil de gestes auprès des migrants, ateliers de transmissions, performances et une mise en relation entre les gestes de l'hospitalité et les gestes de l'artisan avec les élèves en menuiserie et métallerie du lycée ECA à Annecy. 